# Alexander Aguilar
Alexander Aguilar (Choluteca, Honduras; 23 de julio de 1987) es un futbolista hondureño. Juega de mediocampista y su actual equipo es el Victoria de la Liga Nacional de Honduras.

## Trayectoria
Hizo su debut con Platense el 21 de octubre de 2007 en un partido contra Olimpia que su equipo perdió 1-3 en el Estadio Tiburcio Carías Andino de Tegucigalpa. 
Para el Torneo Clausura 2012 reforzó al equipo Marathón de San Pedro Sula. Estando en este equipo disputaría dos partidos internacionales por la Concacaf Liga Campeones 2012-13 ante Caledonia AIA y Seattle Sounders. 
Durante el Periodo de Transferencias del Clausura 2014, se anuncia su regreso al Platense.
El 3 de junio de 2016 fue presentado como refuerzo del Juticalpa F.C.

### Récord
La tarde del sábado 29 de octubre del 2016 quedará para historia para la ‘Ficha’ Aguilar. El exjugador del Platense sólo se tardó 22 segundos para poner arriba a su equipo Juticalpa. En 1979 se anotó el gol más rápido de la Liga Nacional de Honduras y el encargado de hacer eso fue Roberto Valentín “Pirata” Fernández que solo tardó 10 segundos para marcar a favor de la Universidad sobre Motagua.

## Clubes
| Club      | País     | Año             |
| --------- | -------- | --------------- |
| Platense  | Honduras | 2007 - 2011     |
| Marathón  | Honduras | 2012 - 2013     |
| Platense  | Honduras | 2014 - 2016     |
| Juticalpa | Honduras | 2016 - 2017     |
| Platense  | Honduras | 2017 - 2019     |
| Vida      | Honduras | 2020 - 2022     |
| Victoria  | Honduras | 2022 - Presente |

## Palmarés

### Campeonatos nacionales
| Título           | Club           | País     | Año  |
| ---------------- | -------------- | -------- | ---- |
| Copa de Honduras | Juticalpa F.C. | Honduras | 2016 |